# Enrico Rossi (pittore)
Enrico Rossi (Napoli, 8 settembre 1858 – 18 febbraio 1916) è stato un pittore italiano.
Pittore e illustratore, si formò al Regio Istituto di Belle Arti di Napoli sotto la direzione dei professori Domenico Morelli, Gabriele Smargiassi, Gioacchino Toma e Filippo Palizzi e vinse una serie di premi per dipinti di figura a Milano e alla Promotrice di Napoli. A Milano aveva due soggetti di genere. Giulia Masucci fu una delle sue allieve . Ha anche illustrato libri tra cui una raccolta di canzoni napoletane di Salvatore Di Giacomo . 
Preferì sin dagli esordi sia la tecnica ad olio che il pastello e, ancora nel corso degli studi, fu valutato positivamente ottenendo menzioni d’onore e premi in denaro: per un concorso del 1879 realizzò una Testa di vecchia e per un altro del 1881 una copia del Ritratto di papa Paolo III del Tiziano. Arrivò ad esporre così alla Mostra Nazionale di Roma del 1883 un’opera "Tra pianto e riso" e partecipò a diverse mostre della Società Promotrice di Napoli (1876, 1879, 1881, 1885 e 1887).  
Oltre che dai maestri, la sua pittura fu influenzata anche dal tonalismo di Antonio Mancini, come nel "Profilo di donna all’imbrunire"; ciò ha dato adito anche a confusioni tra la sua mano e quella del maestro. Di Mancini Rossi era molto amico, così come lo era di molti esponenti dell’arte e della cultura del tempo che non mancò di ritrarre in veloci impressioni a penna come quelle che compaiono sul «Don Chisciotte» (n. 14, 19 dicembre 1886), ove si riconoscono i volti, tra gli altri, di A. Campriani, E. Dalbono, S. Di Giacomo, V. Migliaro e F. Russo.  
Con il pastello riusciva a ottenere effetti cromatici di grande raffinatezza ed efficacia di resa percettiva, come nel "Ritratto della moglie con ventaglio" in cui una posa studiata come per un ritratto fotografico è resa con un gusto decorativo manciniano stemperato in un’atmosfera quasi da interno macchiaiolo. Per la produzione come illustratore, che sin dal 1883 divenne la sua attività dominante, preferiva il disegno a penna e a matita grassa. Realizzò così illustrazioni per edizioni musicali (Santojanni, Pierro, Bideri, Società musicale napoletana) e per quotidiani e periodici e anche in questo campo non perdeva l’occasione di esprimere al meglio le proprie doti di ritrattista, come spesso sulle pagine dei «Don Chisciotte» (1886), de «Il Fortunio» (1888-89) o di «Le Varietà» (1899), cui si aggiunsero anche il «Don Marzio» e «L’Illustrazione Italiana» per i quali produsse tra gli anni ‘80 e ‘90 numerosi disegni e vignette. Riguardo, inoltre, alla sua produzione cartellonistica e pubblicitaria, la sua opera è da considerarsi a Napoli senz’altro pionieristica. Sono da ricordare, al proposito, i primi manifesti pubblicitari per «Il Corriere di Napoli», «Il Mattino», «Il Giorno», realizzati da Rossi tra il 1882 e il 1892. 
Si può dire che sia, quindi, in questi tardi anni 80 che Enrico Rossi acquista una fisionomia di illustratore pienamente matura mettendo a frutto le sue conoscenze principalmente dell’opera di un Eduardo Dalbono già caposcuola in questo campo. Di questi si trovò a condividere il gusto raffinato e decorativo della composizione giocato su accattivanti combinazioni tra disegno e testo, come si può vedere in diverse copertine di canzoni napoletane per l’editore Santojanni in cui Rossi propone più quadri disegnati all’interno della stessa pagina ognuno dei quali delimitato da cornici di diversa foggia e collegati tra loro da motivi floreali. Di questo stile un esempio significativo è il volume Canzoni napulitane di Salvatore Di Giacomo, edito da Ferdinando Bideri, e da Rossi completamente illustrato in occasione della campagna di abbonamenti per «Il Corriere di Napoli» del 1891.  
Analoga coerenza stilistica è riscontrabile anche nella sua cospicua produzione di figurini femminili disegnati per le pubblicità delle case di moda Miccio e Mele. Per quest’ultima risulta tra gli illustratori più assidui di locandine, dépliant e cataloghi tra il 1902 e il 1910. Il legame con Mele è attestato anche dal dipinto del 1904 che rappresenta, in un vivace ed animato scorcio urbano, la nuova sede de I Grandi Magazzini Mele. Probabilmente tra le sue ultime opere vi fu un grande quadro di una Madonna che Rossi realizzò sul posto, nella chiesa di S. Maria della Scala in Napoli.